# Fire sange til tekster af Vinje og Aasen
Fire sange til tekster af Vinje og Aasen is een verzameling liedjes van Eyvind Alnæs. Het zijn vier toonzettingen van gedichten van Aasmund Olavsson Vinje en Ivar Aasen. De liederenbundel is vrijwel onbekend, op Ute i verdi na. De liedjes kunnen zowel in het Bokmål als in het Nynorsk gezongen worden. Uitgeverij was opnieuw Edition Wilhelm Hansen
De vier liedjes:
1. Det er tungt (D'er tungt) (Aasen)
2. Min blomst (Blomen min) (Vinje)
3. Ret aldrig vil jeg dig kunne glemme (Den dag kjem aldri, at eg deg gløymer) (Vinje)
4. Ude i verden (Ute i verdi) (Aasen)